# Wijayarana
Wijayarana ist eine Gattung der Froschlurche aus der Familie der Echten Frösche. Sie ist in Südostasien verbreitet.

## Merkmale

### Frösche
Die adulten Frösche sind von mittlerer Größe. Wie bei den meisten Stromschnellenfröschen ist ihr Körper schlank mit einer auffällig spitzen Schnauze. Lange Ruderbeine und Zehen mit meist großen Schwimmhäuten ermöglichen ihnen das Schwimmen in reißenden Strömungen. Die Länge der Schenkel beträgt 70 Prozent der Körperlänge. 
Die Färbung der Frösche besteht aus verschiedenen Brauntönen, die Bauchseite ist hell. Die Gliedmaßen tragen eine dunkle Bänderung. Im Bereich der Lippen wechseln sich oft kleine weiße und dunkle Flecken ab. Der Canthus rostralis, die seitliche Abgrenzung der Schnauze von der Spitze bis zur Stirn, ist deutlich erkennbar.
Das Tympanum ist nicht eingesenkt wie bei Huia cavitympanum, sondern flach und deutlich abgegrenzt, oberseits und seitlich umgeben von dunklen Flecken. Ähnlich wie bei Huia cavitympanum dient aber die spezielle Ausformung des Tympanums im Hörorgan auch bei den Arten der Gattung Wijayarana der Wahrnehmung von Lauten im Ultraschallbereich. Die Rufe der Männchen, die an Wasserfällen oder an reißenden Strömen leben, können durch die hohen Frequenzen den Lärm der tosenden Gewässer besser übertönen und werden auf Distanzen bis zu 100 Metern wahrgenommen. Dieser zusätzliche Frequenzbereich bietet trotz der relativ kurzen Hörweite den Weibchen in der Nähe eine gute Orientierungsmöglichkeit, um die Männchen auf ihren Ansitzen aufzufinden.

### Larven
Ein wichtiges Merkmal der Larvenstadien der Gattung Wijayarana sind saugnapfähnliche Organe, die ihnen zum Anheften auf felsigem Grund in schnell fließenden Strömungen dienen.
Diese bauchseitigen Saugscheiben ermöglichen es den Kaulquappen einerseits, den hohen Sauerstoffgehalt der Strömungszonen zu nutzen, andererseits, ihren Fressfeinden rasch zu entkommen, ohne in den reißenden Gewässern abgetrieben zu werden. Dieses Merkmal und der kräftige Ruderschwanz bleiben auch während der Umwandlung von der Larve zum Frosch noch verhältnismäßig lange erhalten.
Die Gattung Wijayarana ist jedoch nicht die einzige in Asien, die diese Anpassungen an die schnelle Strömung zeigt. Andere sind Meristogenys, Sumaterana, Amolops und die Art Huia cavitympanum. Das führte zu einer Reihe von Schwierigkeiten bei der Darstellung der phylogenetischen Abstammungsverhältnisse, da analoge morphologische Anpassungen an die Ökologie schnell fließender Gewässer nicht immer die richtigen Verwandtschaften widerspiegeln.

## Verbreitung
Die Arten der Gattung haben ein disjunktes Verbreitungsgebiet in Südostasien, vom Norden und Westen Thailands bis zu den indonesischen Inseln Java und Sumatra. In den dazwischen liegenden Regionen der Malaiischen Halbinsel ist die Gattung jedoch nicht vertreten.
Phylogeographisch lässt sich diese Lücke im Verbreitungsgebiet durch Aussterbeereignisse während der turbulenten geologischen Geschichte Sundalands im Miozän erklären. Der letzte gemeinsame Vorfahr aller Wijayarana-Arten wanderte vor rund 27,65 Millionen Jahren vom asiatischen Festland über Landbrücken in Sumatra und Java ein. Durch den Zusammenstoß der Australischen Platte mit der Sundaplatte kam es zu tektonischen Verschiebungen mit marinen Transgressionen, die große Teile Sumatras und des angrenzenden Festlands überschwemmten. Erst als der Meeresspiegel wieder fiel, kam es erneut zu einer Landverbindung zwischen Java und Sumatra, die vor 16,42 Millionen Jahren eine Rückwanderung von Wijayarana von Java aus und eine neuerliche Verbreitung mit der Herausbildung neuer Arten ermöglichte.

## Systematik
Die Errichtung der Gattung Wijayarana ergab sich aus molekulargenetischen Untersuchungen, die im Jahr 2020 aufgrund von Widersprüchen in der morphologischen Zuordnung einiger südostasiatischer Froscharten zur Gattung Huia angestellt worden waren. Huia konnte nicht als monophyletische Gruppe dargestellt werden, was intensive Feldstudien, besonders auf den indonesischen Inseln Java und Sumatra, sowie weitere phylogenetische Untersuchungen zur Folge hatte.
Schließlich verblieb nur noch Huia cavitympanum in der Gattung Huia, deren Verwandtschaft zur Gattung Meristogenys bestätigt wurde. Die anderen Arten von Huia wurden in der neuen Gattung Wijayarana zusammengestellt. Der genaue Umfang der einzelnen Abstammungslinien ist aber noch nicht endgültig gesichert. Als Typusart der Gattung wurde Wijayarana sumatrana ausgewählt.

### Namensgebung
Der Gattungsname Wijayarana ist aus dem indonesischen Wort wijaya (in Sanskrit vijaya) mit der Bedeutung Sieg und dem lateinischen Wort rana für Frosch zusammengesetzt. In Indonesien erinnert der Begriff Sriwijaya an eine Seemacht, die zwischen dem 7. und dem 14. Jahrhundert n. Chr. ein Gebiet beherrschte, das dem Verbreitungsgebiet der Gattung weitgehend entspricht. Nur auf der malaiischen Halbinsel, die ebenso zum Einflussbereich von Sriwijaya gehörte, wurden noch keine rezenten Arten von Wijayarana gefunden.

### Arten
In der Gattung Wijayarana sind derzeit fünf Arten zusammengefasst. Es ist aber zu erwarten, dass durch genaue genetische Untersuchungen einige neue Arten, die bisher als Kryptospezies äußerlich nicht von anderen unterschieden werden konnten, erstmals beschrieben werden.
Stand: 22. Juli 2022
- Wijayarana javana (Yang, 1991) – Java
- Wijayarana masonii (Boulenger, 1884) – westliches und mittleres Java
- Wijayarana melasma (Stuart & Chan-ard, 2005) – westliches und nördliches Thailand
- Wijayarana modiglianii (Doria, Salvidio & Tavano, 1999) – nördliches Sumatra
- Wijayarana sumatrana (Yang, 1991) – Sumatra